# Adolf Gironella
Adolf Gironella Milà de la Roca (Barcelona, 15 de juliol de 1823 - 10 de setembre de 1864) va ser un cantant baríton català.
Va néixer a Barcelona el 15 de juliol de 1823, en una família acomodada vinguda a menys, el seu pare Magí de Gironella i la seva mare Mercè Milà de la Roca ambdós de Barcelona. Va iniciar els estudis al recentment creat Liceu Filharmònic, mentre estava a l'antic convent de Montsió. Va ser deixeble de cant de Marià Obiols. Gràcies a la seva bona disposició i veu de baríton, ben aviat va fer progressos, i el 1845 va cantar al teatre de la Santa Creu la part de Belisari a l'òpera Belisario.
Decidit a emprendre carrera teatral, va acabar els estudis a Itàlia amb diversos mestres de cant. Després, i durant quatre anys, va estar contractat en els principals teatres italians. El 1849 va tornar a Espanya, i va anar a cantar al Palau Reial de Madrid, que li va valer el títol de cantor de cambra de la reina Isabel II. Després va formar part de companyies teatrals que van actuar a València, Màlaga i Barcelona. En aquesta darrera, entre 1849 i 1850, va estar contractat al Gran Teatre del Liceu, participant en produccions com Lucia di Lammermoor, Belisario o Saffo.
Quan va millorar la seva situació econòmica, mercès d'una herència, va deixar el teatre i es va casar. Malgrat deixar la carrera artística, la seva afició va continuar i va cantar en recitals o concerts particulars a casa seva, o altres reunions socials. Al final de la seva vida, una malaltia nerviosa va començar a afectar les seves capacitats de cantor. Eventualment, va tenir també conseqüències físiques, que va minvar la seva constitució i va obligar que fos internat en un centre de salut mental, on va morir el 10 de setembre de 1864.
En l'àmbit personal, es va casar amb Mercè Vehils i Catà.